# 감옥 (1949년 영화)
감옥(Prison, Fangelse)은 스웨덴에서 제작된 잉그마르 베르히만 감독의 1949년 영화이다. Lorens Marmstedt 등이 제작에 참여하였다.

## 출연
- 에바 헤닝
- 하세 에크만

## 제작진
- 미술: P.A. Lundgren